# Werner Peterich
Werner Peterich (* 10. Februar 1929 in Hamburg; † 17. August 2023) war ein deutscher Übersetzer von Werken erzählender Literatur und Sachbüchern.

## Leben
Werner Peterich studierte Sprach- und Literaturwissenschaft an Universitäten in Hamburg, Genua, Evanston (Illinois) und München. Anschließend war er als Verlagslektor tätig. Daneben übersetzte er seit den 1950er Jahren erzählende Literatur und Sachbücher aus dem Englischen, Französischen und Italienischen ins Deutsche.
Peterich war Mitglied im P.E.N.-Zentrum Deutschland und im Verband deutschsprachiger Übersetzer literarischer und wissenschaftlicher Werke, VdÜ. Er lebte in Reppenstedt.

## Herausgeberschaft
- Henry James: Gespenstergeschichten, Köln 1979

## Übersetzungen
- Piers Anthony: Tatham Mound, München 1994
- Mark Arnold-Forster: Die Welt im Krieg, Zug (Schweiz) 1975
- Jean M. Auel: Die Kinder der Erde, München 1992 (übersetzt zusammen mit Mechthild Sandberg)
- Jean M. Auel: Die Mammutjäger, Berlin [u. a.] 1986
- Jean M. Auel: Das Tal der Pferde, München 1984
- Deirdre Bair: Samuel Beckett, Hamburg 1991
- John Franklin Bardin: Die Bärengrube, Unterägeri (Zug) 1981
- John Franklin Bardin: Geständnis auf Raten, Unterägeri (Zug) 1980
- John Franklin Bardin: Das Teufelsrad, Unterägeri (Zug) 1979
- Peter Benchley: Q clearance: streng geheim, Frankfurt/Main [u. a.] 1987
- André Brink: Blick ins Dunkel, Köln 1991
- André Brink: Die Pestmauer, München 1988
- André Brink: Weiße Zeit der Dürre, Köln 1984
- André Brink: Zeit des Terrors, Köln 1994
- Beverly L. Brown: Die Geburt des Barock, Stuttgart 2001 (übersetzt zusammen mit Rolf Erdorf)
- Dee Alexander Brown: Du folgtest dem Falken, Amayi, Hamburg 1981
- Ursula Büttner (Hg.): Das Unrechtsregime, Hamburg
  - 1. Ideologie – Herrschaftssystem – Wirkung in Europa, 1986
  - 2. Verfolgung – Exil – belasteter Neubeginn, 1986
- James M. Cain: Eine schöne junge Witwe, Reinbek bei Hamburg 1974
- Pinin Carpi: Die Sternennacht, Reinbek bei Hamburg 1975
- Robert Carter: Taiping, München 2000
- Michel del Castillo: Des Satans Engel, Hamburg 1967
- Jean Cau: Bei uns zu Lande, München 1965
- Barbara Chase-Riboud: Die Frau aus Virginia, Hamburg 1982
- James Clavell: Shōgun, Locarno 1976
- Alexander Cordell: Liebeshandel in Hongkong, Hamburg [u. a.] 1969
- Mazo de la Roche: Ernte auf Jalna, Stuttgart 1957
- Mazo de la Roche: Unruhiges Jalna, Hamburg [u. a.] 1957
- Daphne Du Maurier: Küß mich noch einmal, Fremder, Zürich 1953 (übersetzt zusammen mit Anna-Liese Kornitzky)
- Robert L. Duncan: Fudschi-Order, München [u. a.] 1977
- Marilyn Durham: Die Cat-Dancing-Story, Düsseldorf 1973 (übersetzt zusammen mit Theodor Müller-Ahlfeld)
- John Dyson: Heiße Arktis, Wien [u. a.] 1981
- Thomas S. Eliot: Old Possums Katzenbuch, Berlin [u. a.] 1952
- Ronald Firbank: Die Exzentrizitäten des Kardinals Pirelli betreffend, München 1970
- Edward M. Forster: Zimmer mit Aussicht, München 1986
- Giovanni Gandini: Der Festschmaus, Reinbek bei Hamburg 1975
- Shirley Ann Grau: Liebe hat viele Namen, Köln 1978
- Han Suyin: Bis der Tag erwacht, Hamburg 1982
- Han Suyin: Nur durch die Kraft der Liebe, München [u. a.] 1987
- Cecelia Holland: California, Rastatt 1993
- Cecelia Holland: Die Kerkermeister Gottes, München 1995
- Thomas Hoover: Karibik, Bergisch Gladbach 1986
- Alfred Hutchinson: Annie, die Wäscherin, Zürich 1983
- Hammond Innes: Campbells Königreich, Stuttgart 1953
- Hammond Innes: Die Luftbrücke, Stuttgart 1958
- Hammond Innes: Das Schiff im Felsen, Stuttgart 1955
- Hammond Innes: Der Schiffbruch der Mary Deare, Stuttgart 1957
- Henry James: Die goldene Schale, Köln [u. a.] 1963 (übersetzt zusammen mit Helmut Viebrock)
- Henry James: Roderick Hudson, Köln 1983
- Henry James: Die Schätze von Poynton, Köln 1977
- Gary Jennings: Der Azteke, Wien [u. a.] 1981
- Gary Jennings: Der Besessene, München 1985
- Gary Jennings: Der Prinzipal, München 1989
- Elia Kazan: Der Schlußakt, Locarno 1976
- James Kerswell: Das illustrierte Buch der Pferde, Rastatt 1993
- Teddy Kollek: Ein Leben für Jerusalem, Hamburg 1980 (übersetzt zusammen mit Jizchak Barsam)
- Christina Laffeaty: Weites, verbotenes Land, Bayreuth 1989
- John le Carré: Die Libelle, Köln 1983
- Brendan Lehane: Macht und Geheimnis der Pflanzen, Frankfurt am Main 1978
- Chester Lewis: Watergate oder Die Arroganz der Macht, München 1974 (übersetzt zusammen mit Volker Bradke)
- Peter Lewis: Wie eine Theatergruppe arbeitet, Hamburg 1980
- Zaidee Lindsay: Bildnerisches Gestalten mit behinderten Kindern, München 1973
- Bette Lord: Frühlingsmond, Hamburg 1983
- Robert Ludlum: Das Omaha-Komplott, Hamburg 1992
- Norman Mailer: Marilyn Monroe, München [u. a.] 1973
- Ray T. Matheny: Die Feuerreiter, München [u. a.] 1988
- Ken McClure: Panik, Frankfurt am Main 1995
- Ken McClure: Requiem, Frankfurt am Main 1994
- Ken McClure: Der schwarze Tod, Frankfurt am Main 1994
- Ken McClure: Virusjagd, Frankfurt am Main 1994
- Vezio Melegari: Die Geschichte der Piraten, Hamburg 1978
- Anchee Min: Rote Azalee, Köln 1994
- Doris Mortman: Ein Traum vom Leben, München [u. a.] 1990
- Iris Murdoch: Flucht vor dem Zauberer, München 1964
- V. S. Naipaul: Wahlkampf auf karibisch oder Eine Hand wäscht die andere, Zug/Schweiz 1975
- John Nichols: Nachtigallenzeit, München 1966
- Raffaele Nigro: Die Feuer am Basento, München 1988 (übersetzt zusammen mit Manfred Pichler)
- Piero Pieroni: Der Wilde Westen, Hamburg 1978
- Philip Roth: Der Ghost Writer, München [u. a.] 1980
- Philip Roth: Professor der Begierde, München [u. a.] 1978
- Vita Sackville-West: Die Ostergesellschaft, Hamburg 1953 (übersetzt zusammen mit Maria Honeit)
- William Safire: Der Anschlag, Hamburg 1978
- Nayantara Sahgal: Die Memsahib, Zürich 1989
- Lawrence Sanders: Die erste Todsünde, Reinbek bei Hamburg 1975
- Lawrence Sanders: Die zweite Todsünde, Reinbek bei Hamburg 1980
- Denis Ronald Sherman: Das Tellereisen, München 1965
- Robert Somerlott: Der Tod der fünften Sonne, Köln 1988
- Tom Stevenson: Champagner, München 1987
- Rosie Swale: Zu Pferd durch Chile, München 1987
- Madge Swindells: Die Ernte des Sommers, Bergisch Gladbach 1986
- Paul Theroux: Abenteuer Eisenbahn, Hamburg 1977
- Thomas Thompson: Griff nach dem Herzen, Hamburg 1974
- Trevanian: Der Experte, Zürich 1975
- Trevanian: Im Auftrag des Drachen, Zürich 1974
- Kenneth Ulyatt: Indianer in Nordamerika, Reinbek 1976
- Robert Wallace u. a.: Der Aufstieg Rußlands, Amsterdam 1968
- Evelyn Waugh: Ohne Furcht und Tadel, Hamburg 1979
- Morris L. West: Insel der Seefahrer, Locarno 1977
- Morris L. West: Die Konkubine, München [u. a.] 1977
- Guy R. Williams: Das große Buch der Modellautos – international, Frankfurt am Main 1977
- Angus Wilson: Brüchiges Eis, Köln-Lövenich 1982
- Angus Wilson: Wie durch Magie, München [u. a.] 1975
- Sloan Wilson: Am Tisch des Lebens, Hamburg 1962
- Reinhart Wolf: China und seine Küche, München 1986 (übersetzt zusammen mit Wolfgang Glaser)
- Herman Wouk: Der Krieg, Hamburg 1979
- Herman Wouk: Weltsturm, Hamburg 1980
- Yoshikawa Eiji: Musashi, München 1984
- o.N.: Gespenster, Zürich 1956 (übersetzt zusammen mit Peter Naujack)
- o.N.: Ikebana, München [u. a.] 1968

## = Einzelnachweise
1. ↑  Wir trauern um Werner Peterich. Verband deutschsprachiger Übersetzer/innen literarischer und wissenschaftlicher Werke e. V., 26. Februar 2024, abgerufen am 1. Mai 2024.

| Personendaten    | Personendaten        |
| ---------------- | -------------------- |
| NAME             | Peterich, Werner     |
| KURZBESCHREIBUNG | deutscher Übersetzer |
| GEBURTSDATUM     | 10. Februar 1929     |
| GEBURTSORT       | Hamburg              |
| STERBEDATUM      | 17. August 2023      |